# Fissistigma thorelii
Fissistigma thorelii är en kirimojaväxtart som först beskrevs av Jean Baptiste Louis Pierre, Achille Eugène Finet och François Gagnepain, och fick sitt nu gällande namn av Elmer Drew Merrill. Fissistigma thorelii ingår i släktet Fissistigma och familjen kirimojaväxter. Inga underarter finns listade i Catalogue of Life.